# Brueghelstoet te Wingene
De Brueghelstoet te Wingene is een stoet die sinds 1954 jaarlijks door de straten van Wingene trekt. Tijdens de stoet worden schilderijen en spreuken van Pieter Brueghel uitgebeeld. Deze stoet werd om financiële redenen stopgezet in 2002. Deze stoet wordt georganiseerd door de "Christelijke boereskwole Wingene", de grootste boerenschool van Europa. Erevoorzitter Thomas Vandenberghe slacht dan naar oude gewoonte de vetste zeug van het dorp.

## Ontstaan
De inwoners van de Tieltstraat wilden na het wegvallen van de Stretjeskermis in de Futselstraat een eigen feest uit de grond stampen. In de stoet was een reus te zien met een roggebrood op de borst. De stoet werd de Roggebroodfeesten genoemd. Tijdens de tocht werden dan ook roggebroodjes onder het publiek verdeeld.
In 1954 werd het vijfjarig bestaan van de stoet gevierd. Na de optocht zouden de deelnemers een maaltijd in open lucht aangeboden krijgen. Frans Vromman zag meteen de gelijkenis met de schilderijen van Brueghel (Boerenbruiloft en Boerendans). Dit werd dan ook het thema van de feesteditie van de Roggefeesten, die vanaf dan werd omgedoopt tot Brueghelfeesten. Vanaf dan zouden de feesten en de stoet steeds rond de schilderijen en de spreuken van Brueghel draaien.